# 伊能忠敬測量の碑・星座石

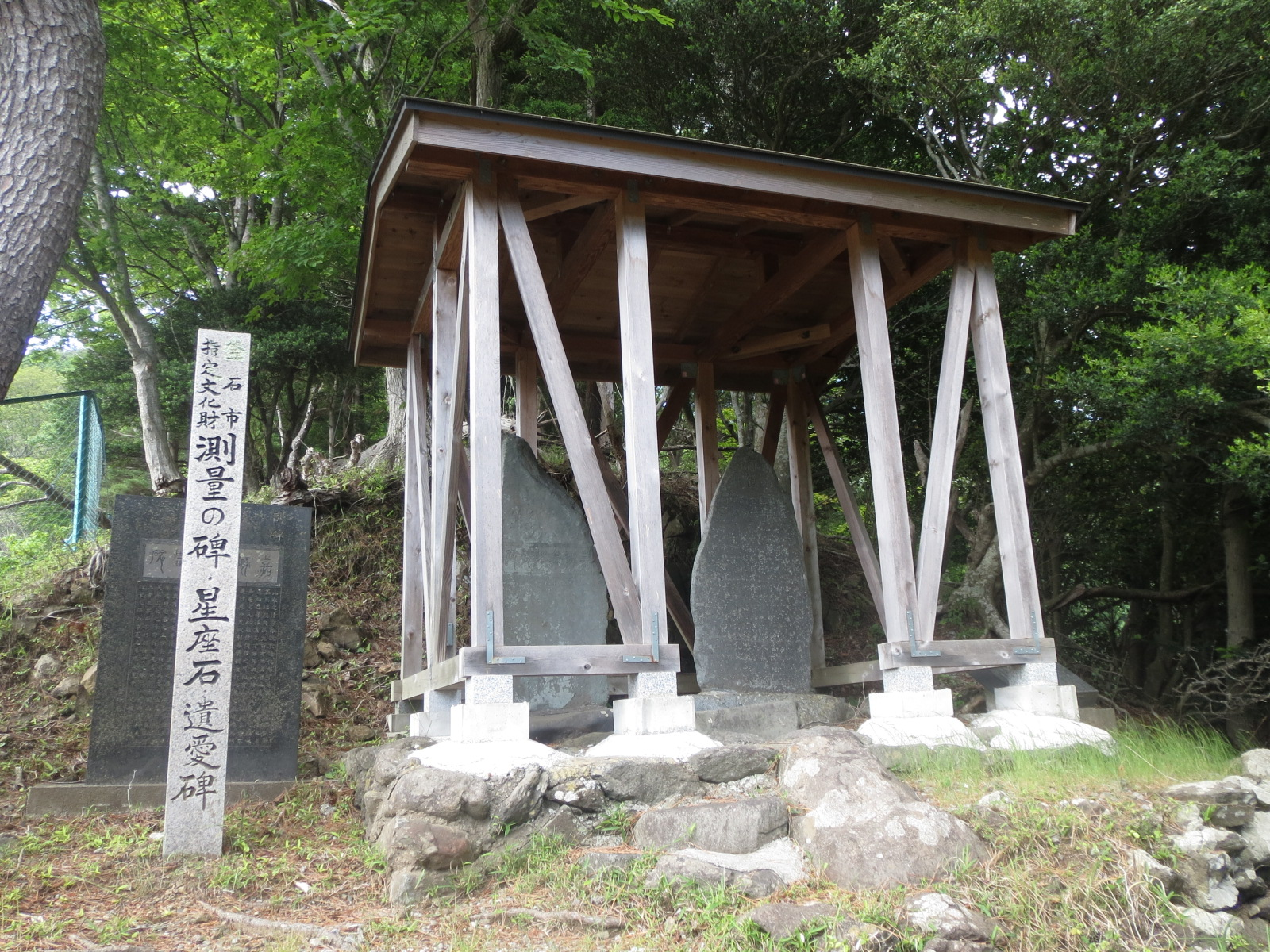
釜石市唐丹にある測量の碑と星座石

伊能忠敬測量の碑・星座石（いのうただたかそくりょうのひ・せいざせき）は江戸時代後期の測量技術者・伊能忠敬が1801年（享和元年）、測量のために現在の岩手県釜石市唐丹を訪れたことを記念し、1814年（文化11年）同地に建立された碑。

## 測量の碑
日本地図作成のために蝦夷での第一次測量を行った忠敬は1801年に第二次測量として伊豆・東日本海岸の測量に着手した。当初は房総半島から三陸まで順調に進んだものの、陸前高田や大船渡から北は船で観察しながら対岸の目印までを計測したと推測される程困難を極めた。国土地理院地図との比較においても忠敬の地図は正確なものの、岬付近については不自然さが残っている。また2001年（平成13年）9月23日、忠敬の測量200周年を記念して唐丹町大石に建立された碑には「伊能忠敬海上引縄測量之碑」と海上からであったことを示している。これらを記念して同地の天文暦学者・葛西昌丕が1814年に伊能忠敬測量の碑を建立した。江戸時代に忠敬の功績を記念して建立された唯一のものである。

## 星座石

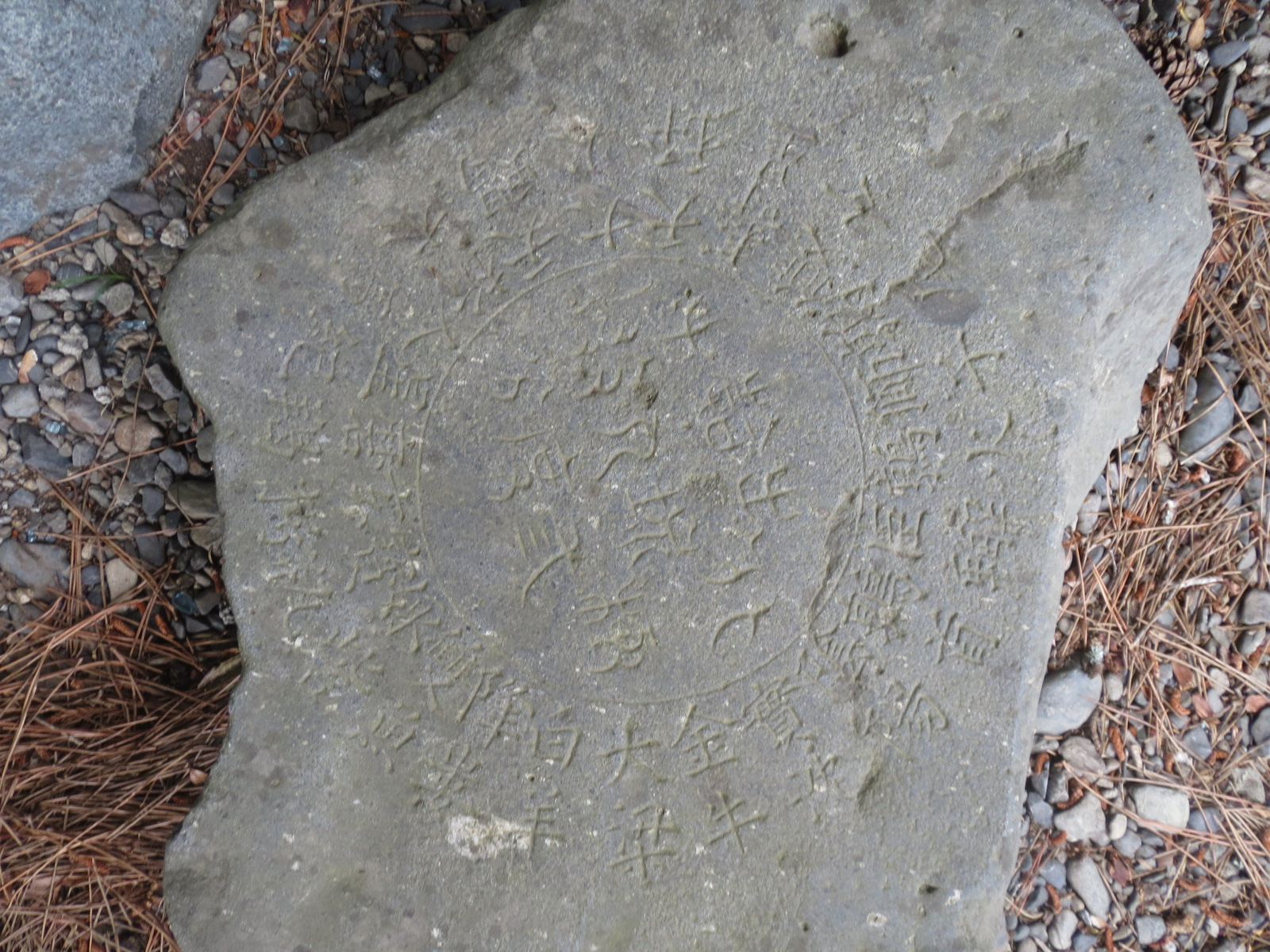
星座石原碑文

測量の碑同様、葛西によって建立された。中央に北極出地丗九度壱拾弐分、その周囲に黄道十二宮と十二次が刻まれている。なお十二宮において3番目は双児宮であるが、この石には「陰陽」と記されている。また原碑文の表面が年々損耗していることに伴い、副碑も設置されている。

## 交通アクセス
- 三陸鉄道リアス線唐丹駅より徒歩43分、唐丹駅前からバスで本郷下車徒歩すぐ。駐車場から小高い丘に向かって右側から碑への道を登る。